# La spiaggia del lupo
La spiaggia del lupo è un romanzo di Gina Lagorio del 1977, vincitore del Premio Selezione Campiello nello stesso anno.

## Edizioni
- La spiaggia del lupo, Collana “Gli elefanti”, Milano, Garzanti, 2006.